# Sociolingvistika
Sociolingvistika je jazykovědným oborem, který se nejobecněji řečeno zabývá vztahy jazyka a společnosti; jejím cílem je ukázat vzájemnou závislost proměn jazyka na proměnách sociálních struktur.
Je součástí dnešní moderní lingvistiky, zkoumá jazyk z hlediska jeho fungování ve společnosti, tedy v závislosti na společenských faktorech, k čemuž často užívá metod sociologie, které si však upravuje podle svých potřeb. Jako samostatná disciplína vznikla sociolingvistika ve druhé polovině 50. let 20. století.
Významnými představiteli sociolingvistiky v jejích počátcích, tedy v 50. a 60. letech 20. století, byli především američtí lingvisté Joshua A. Fishman a William Labov. Z britských sociolingvistů vynikli zejména M. A. K. Halliday a Basil Bernstein. V centru sociolingvistického zájmu stojí otázka stratifikace národního jazyka v závislosti na sociálních faktorech, problematika bilingvismu a diglosie nebo otázka jazykové politiky.

## Historie (původ, předchůdci, zdroje)
Sociolingvistika je jednou z mladších jazykovědných disciplín, která vznikla v 50. letech 20. století aplikováním metod sociologie v lingvistice. Celá řada lingvistických otázek je úzce spojena se strukturou a vývojem lidské společnosti, ve zkoumání jazyka tudíž panují příznivé podmínky pro využití sociologických metod. Někteří jednotlivci si těchto souvislostí jazyka se společností povšimli už před vznikem sociolingvistiky, v dnešní době jsou proto považování za její předchůdce.
Už v 19. století se některými otázkami vztahů mezi jazykem, národem a kulturou zabýval např. Wilhelm von Humboldt. Na společenský charakter jazyka upozornil také zakladatel strukturalismu Ferdinand de Saussure a věnovala se mu i francouzská tzv. psychologická a sociologická škola, zvláště lingvisté Antoine Meillet a Joseph Vendryès. O sociolingvistice by se tedy dalo hovořit již v rámci francouzské lingvistiky 19. století. Tehdejší badatelé poukazovali na to, že produkce různých jazykových stylů souvisí s různými společenskými prostředími. Pojem sociolingvistika se objevuje však až v roce 1952 v textu Havera Cecila Currieho. V roce 1956, tedy těsně před oficiálním vznikem samostatné disciplíny, publikoval francouzský lingvista Marcel Cohen závažnou práci s názvem „Pour une sociologie du langage“.
Koncem 50. let 20. století. se pak zformovala nová samostatná jazykovědná disciplína, u níž zpočátku panovaly nejasnosti ohledně jejího pojmenování (objevila se též sociologie jazyka, sociální lingvistika, antropologická lingvistika), nakonec se však pro ni ustálil dnes známý název sociolingvistika. Zcela přesně vznik moderní sociolingvistiky datovat nelze, avšak právě v polovině 50. let, a ještě výrazněji v letech 60., se zejména v USA objevila celá řada prací, které dnes už považujeme za klasická díla tohoto oboru. Rozpracovávají totiž všechny důležité otázky, které se dnes zpravidla do sociolingvistiky zahrnují Za přelomovou je přitom vnímána studie W. Labova z roku 1972, ve které se opírá o výzkum angličtiny v obchodních domech. Labov dokázal souvislost mezi výslovností a sociálním statusem mluvčího.
Hlavním důvodem vzniku nové disciplíny a základním motivem všech sociolingvistických výzkumů je skutečnost, že v jazyce se nějakým způsobem odráží tzv. sociální stratifikace, tj. příslušnost mluvčích k různým společenským třídám a skupinám. V minulosti se někteří lingvisté dokonce pokoušeli dokázat, že mezi příslušností jednotlivých mluvčích k určité společenské třídě a jejich jazykem existuje přímá souvislost, viz níže Basil Bernstein.

## Osobnosti a jejich přínos
Významnými představiteli sociolingvistiky v jejích počátcích, tedy v 50. a 60. letech 20. století, byli především američtí lingvisté Joshua A. Fishman a William Labov. Fishman se věnoval zejména otázkám bilingvismu a diglosie a rovněž problematice jazykové politiky a jazykového plánování, a to zvláště v rozvojových zemích. Naproti tomu W. Labov rozpracoval teorii stratifikace jazyka v závislosti na společenských faktorech a proslavil se zejména sociolingvistickou interpretací jazykových změn a propracováním sociolingvistických metod, v nichž prosadil i statistické postupy. V rámci americké sociolingvistiky pak vedle toho existoval také směr orientovaný na antropologii, jehož představitelé (J. Gumperz) měli blízko k etnolingvistice.
Z britských sociolingvistů vynikli především M. A. K. Halliday a Basil Bernstein, který je autorem diskutované teorie o přímé závislosti jazykových schopností mluvčího na jeho příslušnosti k určité společenské třídě. Bernstein v 60. letech vystoupil s teorií o dvou třídně diferencovaných variantách britské angličtiny. Podle této teorie se britská angličtina rozdělovala na tzv. kód „rozvinutý“, kterým hovořila střední třída a který se měl vyznačovat složitější skladbou, a tzv. kód „omezený“, používaný dělnickou třídou a charakteristický jednoduchými a často předem odhadnutelnými konstrukcemi.
Mezi kritiky Bernsteinovy teorie, kteří protestovali proti jeho závěrům, patřil mimo jiné přední americký sociolingvista W. Labov. Ten přesvědčivě dokázal, že klást jednoznačnou paralelu mezi třídní příslušností a jazykovými schopnostmi mluvčích není možné, a to především ze dvou důvodů: 

a) příslušníci téže třídy se mohou svými jazykovými schopnostmi značně lišit

b) každý mluvčí používá v závislosti na sociální situaci, v níž hovor probíhá, různé jazykové kódy (varianty). Sám Labov ovšem nepopíral, že mezi různými společenskými třídami existují jazykové rozdíly, ukázal však, že tyto rozdíly neodpovídají zcela přesně sociální stratifikaci. 

Mezi přední sovětské sociolingvisty patřili zvláště A. D. Švejcer a L. B. Nikolskij, kteří v roce 1978 společně vydali Úvod do sociolingvistiky, jehož český překlad z r. 1983 je první prací, která uváděla českého čtenáře do této problematiky.
Na českém poli se sociolingvistickými tématy v současnosti zabývají Jan Chromý, Marie Krčmová, Jana Hoffmannová a Olga Müllerová (Čeština v dialogu generací, 2010), Jiří Nekvapil a Jiří V. Neustupný, Marek Nekula, Jiří Zeman ad. Češtinu ze sociolingvistického pohledu studují i zahraniční lingvisté, mezi nimi např. James Wilson (Moravians in Prague: a sociolinguistic study of dialect in the Czech Republic, 2010) nebo Lenka Bayerová.

## Předmět studia
Obecněji lze říct, že sociolingvistika se zabývá jazykem v širším smyslu, tedy jak jazykem (langue), tak řečí (parole), a to ve vztahu k celé společnosti i k úžeji vymezené skupině. Tento vztah může být nahlížen buď z hlediska primárnosti jazyka, nebo z hlediska primárnosti sociálních proměnných. První přístup se řídí tezí, že jazyk ovlivňuje společnost, druhému přístupu odpovídá tvrzení, že společnost ovlivňuje jazyk.
Předmětná oblast sociolingvistiky je značně heterogenní, Labov např. přisuzuje disciplíně dvanáct okruhů:
1. standardizace jazyka a jazykové plánování,
2. bilingvní a multilingvní chování,
3. jazykové útvary vzniklé smísením dvou nepříbuzných jazyků (např. pidžin),
4. etnografie sdělování (vliv prostředí na jazykové projevy),
5. gestika, mimika,
6. analýza řeči,
7. sociální diferenciace,
8. postoje mluvčích k jazyku,
9. slohové funkce jazykových prostředků,
10. jazyková variantnost,
11. vývojové změny v jazyce,
12. komunikační systémy a jejich kulturní významy (Švejcer a Nikolskij 1983, 9–10).

Jiří Černý (1996, 392) k nejdůležitějším otázkám, kterými se sociolingvistika zabývá, řadí:
- rozvrstvení národního jazyka v závislosti na sociálních faktorech,
- problematiku bilingvismu a diglosie,
- sociolingvistický pohled na jazykové změny,
- jazykovou politiku a jazykové plánování.

Jedním z odvětví sociolingvistického zájmu je také tzv. sociofonologie, která zkoumá společensky příznačné rozdíly ve výslovnosti. Sociolingvistika se dále zabývá sociálním působením dialektů, rozdíly mezi mluveným a psaným jazykem, vztahem jazyka a médií, manipulativními schopnostmi jazyka a možnostmi jeho využití k uplatnění moci, tzv. přepínáním jazykových kódů (viz níže kap. 3.2.), změnami, degenerací nebo případnou „smrtí“ jazyků v důsledku jejich kontaktů, otázkou jazykového vzdělávání a potřeby standardizované podoby jazyka, mimojazykovými faktory, které ovlivňují jazyk jednotlivců, tj. subjektivními slohotvornými/stylotvornými činiteli atd.

### Klasifikace národního jazyka ze sociálního hlediska
V každém jazyce existují alternativní způsoby, jak říct jedno a totéž. Existence těchto množin různých jazykových prostředků pro vyjádření téhož se nazývá variantnost jazyka. Pro jednotlivé jazykové varianty je charakteristický vztah soupeření. Některé mají hodnotu sociální.
Každá společnost se člení na různé sociální vrstvy a skupiny a často je pro ně charakteristická i určitá varianta národního jazyka. Tyto varianty, které odpovídají sociálnímu rozvrstvení obyvatelstva, se souhrnně nazývají sociolekty. Jedná se o útvary národního jazyka (jazykové variety) s podobnou sociální distribucí. Mezi nejčastější patří slang či žargon (angl. a fr. termín pro označení téhož), česky hantýrka, tj. mluva určitých sociálních vrstev obyvatelstva, např. studentů nebo některých povolání (profesní mluva). Slang nemusí mít vlastní gramatiku a může se tedy od spisovného jazyka lišit pouze slovní zásobou, nebo může být zcela autonomní (vlastní slovní zásoba i gramatika), jako např. pařížský argot, tj. jazyk lidí vyřazených ze společnosti, který zároveň plní funkci utajení obsahu před nepovolanými. Mezi sociální varianty může patřit i řeč zvláštních etnických celků, např. černošská varianta americké angličtiny.
Je ovšem potřeba si uvědomit, že každý jednotlivec užívá často hned několika takových variant. Může je používat buď střídavě (s ohledem na situaci), nebo je kombinovat. Souhrn všech jazykových prostředků jednotlivce pak tvoří tzv. idiolekt, tj. útvar individuálního charakteru.
Řeč každého jednotlivce je kromě toho také zpravidla ovlivněna některým z následujících pěti faktorů, které patří mezi tzv. subjektivní stylotvorné činitele, přičemž i v tomto případě se nejčastěji jedná o kombinaci několika (všech) těchto vlastností:
1. věk (mezigenerační jazykové rozdíly),
2. pohlaví (např. odlišný výběr slovní zásoby u mužů a žen),
3. etnická příslušnost (viz černošská varianta americké angličtiny),
4. sociálně-ekonomické postavení,
5. vzdělání.[16]

V souvislosti se strukturou společnosti a jazykem se v sociolingvistice hovoří také o tzv. statusech a rolích. Status představuje ztotožnění jednotlivce s určitou pozicí, kterou v dané společnosti zastává. Z této pozice pak vyplývají určité role, které by měl zastávat. Názorně ilustruje rozdíl mezi statusem a rolemi příklad špatného syna, který sice má status „syna“, avšak neplní role, které z tohoto statusu vyplývají. Na odlišnosti společenských statusů a rolí jednotlivých mluvčích se poté vážou rozdíly v jejich jazyce.

### Bilingvismus, diglosie a „smíšené“ jazyky
Bilingvismus znamená dvojjazyčnost, tj. střídavé používání dvou jazyků. Sociolingvistiku zajímá konkrétně dvojjazyčnost v celých skupinách společnosti – bilingvní jsou často celé státy, např. Kanada (× psycholingvistika se zabývá dvojjazyčností u jednoho mluvčího). Z pohledu sociolingvistiky stačí, aby v rámci jednoho společenství existovaly vedle sebe dva jazyky, není už přitom podstatné, jaký počet obyvatel tím či oním jazykem mluví nebo na jak vysoké úrovni jej mluvčí ovládají (Černý 1996, 396–397).
Diglosie je případ, kdy vedle standardní formy národního jazyka a dialektů existuje odlišná, oficiálně kodifikovaná varianta, která je využívána především v psané podobě jazyka, slouží jako vyučovací jazyk ve školách apod., avšak prakticky nikdo ji nepoužívá v běžné konverzaci. Této definici přesně odpovídá jazyková situace v České republice, kde vedle hovorového jazyka, obecné češtiny a dialektů existuje spisovná čeština, která se používá v písemném projevu, při veřejných projevech apod., ale prakticky vůbec se s ní nesetkáme v každodenní komunikaci. Tato situace vyvolala mezi českými lingvisty na začátku 60. let 20. století diskusi o tom, do jaké míry je spisovná varianta češtiny fakticky používána v běžně mluveném projevu a do jaké je pouze záležitostí kodifikačních příruček, zda by se na tom mělo něco změnit a jak. Ta probíhala na stránkách časopisu Slovo a slovesnost a zapojili se do ní Jaromír Bělič, Alois Jedlička, Petr Sgall, Bohuslav Havránek aj. Ukázalo se v ní, že čeština postrádá jazykovou varietu, která by se používala pro spisovnou konverzaci, tzn. že nic jako hovorová čeština, coby spisovná čeština používaná v hovoru, neexistuje. Namísto toho dochází v běžné komunikaci ke kolísání mezi češtinou spisovnou a češtinou obecnou, tj. ke střídání kódů – viz níže.
Jako kodifikovaná varianta může kromě starší podoby téhož jazyka fungovat také jazyk jiný, pak ovšem jde již o kombinaci diglosie a bilingvismu. S bilingvismem a diglosií souvisí také problematika přepínání kódů, tzn. plynulého přecházení od jedné jazykové variety k jiné nebo z jednoho jazyka do druhého.
Zvláštní situace nastává, dochází-li k intenzivnímu kontaktu několika různých jazyků. V takových multilingvních situacích existují v zásadě dvě různé možnosti vývoje: a) jeden ze všech používaných jazyků se prosadí a slouží jako tzv. lingua franca, tj. dorozumívací jazyk všech mluvčích; b) smíšením různých jazyků vzniká nový útvar, rozlišujeme tři typy těchto smíšených jazyků, a to sabir, pidžin a kreolštinu.

### Jazyková politika
V sociolingvistice se často pracuje s pojmy jazykové plánování, jazykové konstruktérství nebo jazyková politika. Zvláště první z nich může sugerovat nesprávný názor, že vývoj mluveného jazyka lze plánovat nebo řídit, avšak to je nemožné. Jazykové akademie mohou budoucí vývoj jazyka maximálně s větším nebo menším úspěchem odhadovat nebo předvídat, ale sotva jej mohou nějak ovlivnit, nebo jej dokonce vést. Jedná se nicméně o aktivity, jejichž cílem je modifikace jazykového chování společnosti. Se společensky relevantním dopadem jsou vyvíjeny především vládními a vzdělávacími institucemi.
Můžeme rozlišovat dva typy jazykového plánování:
1. statusové – určuje status určité variety jazyka (popř. celého jazyka) ve vztahu k jiným varietám (popř. jazykům), přičemž se snaží odpovědět např. na otázku, která varieta bude sloužit jakému účelu;
2. korpusové – zaměřuje se na samotnou podobu (korpus) jazyka a zasahuje např. do oblasti pravopisu (viz pravopisné reformy), výslovnosti nebo rozšiřování lexika.

Cílem jazykového plánování může být např. standardizace nebo reforma jazyka, terminologická unifikace nebo usnadnění komunikace mezi mluvčími.
Je to jeden z typů jazykového managementu, tj. komplexnější korekční aktivity zamířené na produkci jazyka, jejímž východiskem je identifikace jednotlivých jazykových problémů samotnými mluvčími během běžné komunikace. Vedle jazykového plánování spadá pod jazykový management např. také jazyková výuka. Rozlišujeme čtyři fáze průběhu jazykového managementu, ne všechny však musejí být vždy nutně realizovány. Jsou to:
1. povšimnutí,
2. hodnocení,
3. plánování úpravy,
4. realizace.

Jak již bylo zmíněno, nemusí dojít ke všem těmto fázím, mluvčí si např. může problému pouze povšimnout, ale dále jej nehodnotit, nebo si může problému povšimnout a zhodnotit jej, ale už nemusí plánovat jeho nápravu. 

Tyto pojmy se týkají takových jevů, jako je zavádění písma u jazyků, které ho dosud neměly, provádění pravopisných reforem, ale především se jimi rozumí korigování jazykové situace v mnohonárodnostních státech. Teoreticky má multikulturní stát zpravidla zájem na jazykové unifikaci (sjednocení), tento proces však může probíhat rozdílnými způsoby. Buď dojde k vytvoření syntézy několika kultur daného státu, nebo je všem obyvatelům vnucen jazyk (a kultura) národa ekonomicky nejsilnějšího. 

Moderní sociolingvistika neuznává potlačování nebo pohlcování jedněch jazyků druhými, pokládá všechny jazyky a kultury za rovnoprávné, proto se soustředí mimo jiné i na základní problémy mezikulturních kontaktů. U rozvojových zemí je takovou základní otázkou výběr „nadnárodního“ jazyka, který by umožnil rychlejší rozvoj hospodářský, ekonomický i kulturní. U vyspělých států by naopak měla být základním cílem jazykové politiky snaha o zachování všech existujících jazyků a kultur, které mohou obohatit kulturní život obyvatel. 

Rozlišujeme několik typů jazykové politiky: 

1. retrospektivní, tj. snaha zachovat dosavadní jazykovou situaci × perspektivní,

tj. v případě, že jazykově politická opatření vedou k posílení nastupujících, progresivních jazykových útvarů a prostředků; může být konstruktivní nebo destruktivní;
1. centralizovaná, tj. řízená státem, jejími prováděcími orgány jsou státní instituce (např. univerzity) × necentralizovaná, tj. jazyková politika místních orgánů moci, která se nemůže uplatňovat za hranicemi určitého území, nebo také politika, kterou zajišťují společenské a vědecké instituce;
2. internacionalistická, tj. jazyková politika, která se zakládá na rovnoprávnosti všech jazyků (v mnohonárodnostním státě) a nepotlačuje cizojazyčné prvky (v jednonárodnostním státě) × nacionalistická, tj. jazyková politika orientovaná na jazyk jedné z etnických skupin (v mnohonárodnostním státě) a odmítající jinojazyčné prvky (v jednonárodnostním státě);
3. demokratická, tj. zajišťuje řešení jazykových problémů v zájmu široké veřejnosti

× antidemokratická, tj. upřednostňuje zájmy vládnoucí společenské třídy a několika vybraných vrstev obyvatelstva.

## Směry sociolingvistiky
Někteří představitelé sociolingvistiky rozlišují tzv. makrosociolingvistiku
a mikrosociolingvistiku (nebo také makro a mikrorovinu této disciplíny). Předpona makro- znamená, že půjde o zkoumání jazyka velkých jazykových společenství (např. národů), zatímco na mikrorovině půjde o jazyk malých skupin obyvatelstva (např. dvojic či rodiny). Na mikrorovině zkoumá sociolingvistika v podstatě totéž, čím se zabývá také teorie řečové činnosti a pragmalingvistika, ovšem zdůrazňuje při tom především sociální faktory, jako je příslušnost mluvčích k různým vrstvám společnosti apod.. 

Rozlišuje se také směr kvantitativní a kvalitativní (interpretativní). První směr, jehož hlavním představitelem byl Labov, je již ustálený, zatímco druhý je stále variabilní, vychází z lingvistické antropologie. Za určitou syntézu druhého směru je považován interpretativní přístup. 

Východiskem kvantitativní sociolingvistiky je abstraktní jazykový systém, závěry mají formu empirických teorií, jazyk je v tomto přístupu odrazem společnosti. Jedná se o přístup statický, vědci se zaměřují na vybrané jazykové jevy (Bachmannová 2002, 432). 

U interpretativní sociolingvistiky je východiskem mluvčí, závěry mají formu teleologických vysvětlení (tj. vysvětlení odkazujících na účel či funkci vysvětlovaného jevu), užívání jazyka je sociální jev. Jedná se o přístup dynamický, badatelé se zajímají o celé variety a jazykové jevy. 

Sociolingvistika se polem svého zájmu stýká i s dalšími vědními disciplínami. Kromě již zmiňované sociologie, dialektologie nebo pragmalingvistiky se dílčími aspekty fungování jazyka ve společnosti zabývají také etnolingvistika, psycholingvistika, stylistika, sémiotika, teorie spisovného jazyka aj.

## Metody zkoumání
Sociolingvistika využívá pro své výzkumy celou řadu metod, z nichž některé převzala ze sociologie, sociální psychologie, etnografie nebo dialektologie a upravila si je pro své potřeby, jiné byly vyvinuty až v rámci sociolingvistiky samotné.

Metody zkoumání lze rozdělit do tří oblastí: typ studia, mluvčí, data. Typ studia konkrétně můžeme určit podle několika kritérií; studium je buď etnografické/variantní, nebo kvalitativní/kvantitativní. Volba typu studia má vliv na sběr vzorků.

Abychom mohli určit typ mluvčích, je potřeba zvolit vzorek (škola, město, čtvrť). Náhodné vzorky se v sociolingvistických zkoumáních příliš neuplatňují. Vzorkový rámec založený na výběru každého n-tého účastníka zase například nerozlišuje rodilé mluvčí a cizince. Nejvíce využívaná technika sběru je posouzený vzorek. V tomto typu vzorku jsou zahrnuti respondenti, kteří vyhovují kritériím konkrétní studie.

Soubor dat bude záviset na shromážděných promluvách nebo na testu, který může zkoumat například instinktivní poznávání v procesu gramatické korektnosti. Vzorky dále můžeme získat sociolingvistickým rozhovorem, testem subjektivních reakcí či sémantických rozdílů nebo pozorováním. 

Operace s daty se dělí na dvě skupiny: 

1. shromažďování dat – používají se dotazníky, nahrávky, přímá pozorování a různé experimenty; data se mohou shromažďovat buď podle předem stanoveného cíle (tj. se zaměřením na určitý jev), nebo bez jakýchkoli výchozích kritérií;
2. analýza dat – jejím cílem je zjištění vztahů mezi sociálními faktory a jazykovými jevy, zkoumá se tedy, zda existuje nějaká souvislost mezi zjištěným jazykovým rozrůzněním a sociologicky významnými faktory (věk, vzdělání, sociální postavení mluvčího).

Při výzkumech se vědci setkávají s mnoha problémy. Především s tzv. paradoxem pozorovatele, který je příčinou toho, že v mnoha případech nejsou zaznamenány přirozené, spontánní jazykové projevy, jichž je pro výzkum třeba. Přítomnost cizí osoby (výzkumného pracovníka) totiž způsobuje, že se mluvčí nechovají přirozeně a snaží se svůj jazykový projev „zlepšit“. Takto získaný materiál proto nemusí vždy odpovídat přirozenému jazykovému chování zkoumaných osob. Lingvisté se tomu snaží čelit např. navozením přátelské atmosféry či pořizováním nahrávek skrytým mikrofonem..

### Techniky analýzy
Sociolingvistika se řídí pravidlem, že lingvistické uspořádání není náhodné, ale řídí se sociálními a jazykovými faktory. Nejprve se budeme věnovat definování variant, dále technikám jejich měření a na závěr tomu, jak jsou jednotlivé varianty ovlivněny kontextem. 

#### Fonologická varianta
Tento výzkum je velmi zdlouhavý, protože sběr materiálu v podobě nahraných promluv zabere značný čas. Definování variant je jedním z nejdůležitějších kroků. Rozlišujeme diskrétní a nepřetržitou variantu. Diskrétní varianta znamená rozlišování alternativ, např. vynechávání r v New Yorku [kar] × [ka] či u car (angl. auto). V nepřetržité variantě nejsou žádné jasné hranice, např. v americké angličtině mluvčí nerozlišují mezi [i] a [æ]. 

Měření variant se obvykle děje dvěma způsoby; 1) auditivně – poslechem nahraného materiálu (za poslední čtyři desetiletí nejčastější metoda), 2) instrumentálně – použitím spektrografické analýzy akustického signálu. Druhý přístup jako první propagoval Labov a tato technika se stala populární zejména v poslední době, kdy je možné pro tyto techniky využívat počítač. 

Analýza kontextu se děje na pozadí vnitřních jazykových modelů. Fonologické varianty jsou často ovlivněny jazykovým kontextem. Labov například zjistil, že /r/ je mnohem častější v prekonsonantních kontextech, jako je tomu ve slově fourth, než v pozici na konci slova, např. ve slově floor.

#### Morfosyntaktická varianta
Od Labovovy průlomové práce ze 60. let byl fonetický výzkum na prvním místě. Až později si začala získávat pozornost také morfosyntaktická varianta. Tento druh výzkumu není omezený jen na srovnávání dialektů a standardních forem, protože různé variace téhož se mohou objevit ve všech mluvených formách. 

Jedním z nezbytných a časově nejnáročnějších úkolů je transkripce získaného materiálu. Dále je nutné vybrat lingvistickou variantu, která je nejfrekventovanější. Morfosyntaktické varianty se opakují mnohem méně než fonetické, což může být pro kvantitativní analýzu problém. Důležitou částí analýzy je omezení proměnlivosti kontextu, jinými slovy bychom se měli rozhodnout, co zahrnuto bude a co ne. Jako poslední přijde na řadu statistická analýza 

#### Diskurzivní varianta
Tradiční lingvistika považovala za centrální jednotku větu, vědci se však postupně zaměřovali na vyšší celky – celé texty, které nazvali diskurz. Analýza diskurzu vyžaduje jiný přístup než klasická lingvistika zabývající se větou; ke komunikaci například potřebujeme i jiné schopnosti než jen poskládat gramaticky správnou větu. Při konverzaci s dítětem, s přítelem, s cizím člověkem vždy budeme potřebovat jiné lexikum, jiné téma (Llamas, Mullany a Stockwell 2007, 41). 

Na makrosociolingvistické úrovni může být analýza diskurzu použita k vysvětlení komunikačních rolí nebo ke srovnání rolí v odlišných typech komunikace. Zkoumá se etnografie komunikace, kulturní křížení, ekologie v jazyce, kritická analýza diskurzu a multilingvismus 

Na mikrosociolingvistické úrovni mohou být například popisovány způsoby, jakými se diskurz mění nebo jak je ovlivňován situací, funkcí, regionem, etnickou příslušností, genderem nebo příslušností k sociální třídě.

### Technika spojitých masek
Za jednu z metod zkoumání postojů k jazykové variabilitě (kromě rozhovorů, dotazníků a pozorování) můžeme označit teorii spojitých masek. Jedná se v české lingvistice o novou metodu, která se na rozdíl od jiných soustředí výhradně na zkoumání postojů k jazyku.

Průkopníkem a čelným představitelem je Wallace Lambert, který svou metodu založil na tom, že si testované osoby nejsou vědomy toho, čeho se test týká. Průběh testu je následující: bilingvní mluvčí namluví stejný text v obou svých mateřských jazycích. Testované osobě jsou puštěny nahrávky, přičemž si není vědoma toho, že nahrávky jsou od jednoho mluvčího. Předpokládá se, že testovaná osoba přisoudí stejnému mluvčímu různé vlastnosti na základě toho, jakým jazykem zrovna hovoří

Tato metoda se dnes využívá i například k analýze postojů k různým varietám jazyka. Bylo zjištěno, že lidé lépe reagují na obecně pozitivně přijímané masky. 

V rámci hodnocení variet češtiny by se musel jistě vzít v úvahu situační kontext. Testovat by se tak mohl postoj k různým varietám v různě prestižních situacích. Dalším výzkumem by se samozřejmě zjišťoval význam situací pro různé mluvčí. Předpokládá se, že rozdíl v hodnocení masek by byl zásadnější v situaci, které mluvčí přisoudili větší prestiž. 

Dalším z problémů je také hodnocení míšení či střídání kódů. Zkoumat by se mohlo například to, zdali je určitá varieta hodnocena pozitivněji než například zcela nespisovný projev.

Chromý považuje za jeden z nejzajímavějších problémů v českém prostředí otázku jazykové diskriminace. Je známo, že existují rozdíly v postojích k různým varietám, například brněnský dialekt bude jinak hodnocen v Brně a jiným způsobem v Praze.

## Hlavní pojmy (pojmový aparát)
- jazykový repertoár, tj. soubor jazykových prostředků, které jsou k dispozici členům daného kolektivu a ze kterých si volí ty, jež nejlépe odpovídají komunikační situaci[47]
- jazyková situace, tj. soubor jazyků sloužících k dorozumívání na určitém území a jejich vzájemné vztahy; typologie
  - exoglosní, tj. soubory jazyků × endoglosní, tj. soubory variant jednoho jazyka
  - vyrovnané, tj. situace, v nichž jsou jednotlivé jazyky nebo jednotlivé varianty funkčně vyrovnané × nevyrovnané, tj. jednotlivé jazyky nebo varianty jsou hierarchicky přiřazeny k různým komunikačním sférám a sociálním skupinám[48]
- sociolekt, tj. varieta národního jazyka vymezená sociálně (vztahem k sociální,

popř. i profesní skupině), mluva určitých společenských skupin
- bilingvismus, tj. dvojjazyčnost, aktivní užívání dvou jazyků (na úrovni jazyka mateřského); tato situace zajímá sociolingvistiku pouze v případě, že jde o dvojjazyčnost většího společenství, hlavně v rámci státu, přitom nezáleží na tom, na jaké úrovni mluvčí jednotlivé jazyky ovládají
- diglosie, tj. případ existence dvou odlišných variant národního jazyka (popř. dvou zcela jiných jazyků), z nichž každá má odlišnou sociální a kulturní funkci, tzn. jedna se používá v oficiálním styku (na školách, úřadech), druhá v běžné komunikaci
- multilingvismus, tj. situace, která nastává v mnohonárodnostních státech, jejichž obyvatelstvo mluví několika různými jazyky, příkladem může být Švýcarsko, kde jsou úředními jazyky němčina, francouzština, italština a rétorománština[49]
- přepínání kódů, tzn. plynulé přecházení od jedné jazykové variety k jiné nebo z jednoho jazyka do druhého
- jazykový management, tj. korekční aktivita zaměřená na produkci jazyka, jejímž cílem je modifikace jazykového chování společnosti

## Jazyk a společnost
Společnost a jazyk spojují podle F. Čermáka ze sociolingvistckého hlediska hlavně tři skutečnosti:
1. Jazyk je společenská instituce, a to zvláštní a velmi základní povahy, neboť všechny ostatní instituce na něm závisejí.
2. Prvky jazyka jsou sice psychické povahy, ve své roli jazyka však závisejí na společenském přijetí a uznání. Jazyk se tak řídí tradicí a veřejnou většinovou volbou.
3. Jazyk je konvenční a ustaluje se praxí svých mluvčích, proto se také vyvíjí a je to jev historický.[50]

Pro společnost má společný jazyk ústřední význam a žádná společnost se bez jazyka neobejde. Pro každého jednotlivce je jazyk hlavním prostředkem jeho zařazování do společnosti (socializace) a prostřednictvím jazyka přejímá její kulturu, vědění, zvyky atd.
Organizované (státní) společnosti naopak jazyk cíleně ovlivňují svou jazykovou politikou, podporují určitou jeho variantu (spisovný jazyk), zejména standardizací, normováním a výukou ve školách. Schopnost vzájemné komunikace je zejména v moderních státech důležitou podmínkou pro vytváření veřejného mínění, pro výkon demokratické moci i pro soudržnost státu. Nacionalistická hnutí se snaží vlastní jazyk odlišit od sousedních a příbuzných jazyků, zbavit jej převzatých (cizích) slov a podobně.

### Primární literatura
- Bernstein, Basil. 1971. Class, Codes and Control I: Theoretical Studies towards a Sociology of Language. London: Routledge and Kegan Paul.
- Bernstein, Basil. 1973. Class, Codes and Control II: Applied Studies towards a Sociology of Language. London: Routledge and Kegan Paul.
- Bolinger, D. 2008. Jazyk jako nabitá zbraň. Praha: Petr Zima.
- Fishman, Joshua Aaron. 1968. Readings in the Sociology of Language. Haag – Paris: Mouton.
- Fishman, Joshua Aaron. 1970. Sociolinguistics: A Brief Introduction. Rowley (MA): Newbury House.
- Fishman, Joshua Aaron. 1971–2. Advances in the Sociology of Language'.' Haag: Mouton.
- Fishman, Joshua Aaron. 1972a. Language in Sociocultural Change: Essays by Joshua

A. Fishman. Stanford: Stanford University Press. 

- Fishman, Joshua Aaron. 1972b. The Sociology of Language; an Interdisciplinary Social Science Approach to Language in Society. Rowley: Newbury House.
- Garcia, Ofelia, Rakhmiel Peltz a Harold Schiffman, eds. 2006. Language Loyalty, Continuity and Change. Joshua A. Fishman's Contributions to International Sociolinguistics, 126–176. Clevedon: Multilingual Matters.
- Karlík, P. - Nekula, M. – Pleskalová, J. (red.). 2002. Encyklopedický slovník češtiny. Praha: Nakladatelství Lidové noviny, 2002, heslo Sociolingvistika.
- Labov, William. 1972. Sociolinguistic Patterns. Philadelphia: University of Pennsylvania Press.
- Labov, William. 1976. „Jedinstvo sociolingvistiki.“ Socialno-lingvističeskije issledovanija:

5–13. 

- Labov, William. 1994. Principals of Linguistic Change I: Internal Factors. Oxford: Basil Blackwell.
- Labov, William. 2001a. Principals of Linguistic Change II: Social Factors. Oxford: Blackwell.
- Labov, William. 2001b. Studies in Sociolinguistics by William Labov. Beijing: Beijing Language and Culture University Press.
- Další zdroje viz http://www.ling.upenn.edu/~wlabov/WL.BIB.pdf

### Sekundární literatura
- Ammon, Ulrich et al., eds. 2006. Sociolinguistics: An International Handbook of the Science of Language and Society. Berlin – New York: Walter de Gruyter.
- Cohen, Marcel. 1956. Pour une sociologie du langage. Paris: Albin Michel.
- Černý, Jiří. 1996. Dějiny lingvistiky. Olomouc: Votobia.
- Černý, Jiří. 2008. Úvod do studia jazyka. Olomouc: Rubico.
- Fought, Carmen, ed. 2004. Sociolinguistic Variation: Critical Reflections. Oxford: Oxford University Press.
- Gumperz, John J. a Dell Hymes, eds. 1964. Directions in Sociolinguistics. New York: Holt, Rinehart and Winston.
- Hoffmannová, Jana a Olga Müllerová, eds. 2007. Čeština v dialogu generací. Praha: Academia.
- Hudáková, Andrea a Jan Táborský. 2008. Sociolingvistické kapitoly pro tlumočníky. Praha: Česká komora tlumočníků znakového jazyka.
- Chromý, Jan. 2009. „Postoje k jazyku, technika spojitých masek a čeština.“ Naše řeč 92 (5): 252–262.
- Bachmannová, Jarmila et al. 2002. Encyklopedický slovník češtiny. Praha: Nakladatelství Lidové noviny.
- Kraus, Jiří. 1969. „Několik poznámek k předmětu sociolingvistiky.“ Naše řeč 52 (1): 22–29.
- Lieberson, Stanley, ed. 1966. Explorations in Sociolinguistics. Bloomington: Indiana University Press.
- Llamas, Carmen, Louise Mullany a Peter Stockwell, eds. 2007. The Routledge Companion to Sociolinguistics. London and New York: Routledge.
- Lotko, Edvard. 2005. Slovník lingvistických termínů pro filology. 3. vyd. Olomouc: Univerzita Palackého.
- Nekvapil, Jiří. 2000. „Sociolingvistika v systému encyklopedických hesel.“ Češtinář 11 (1): 15–24.
- Nekvapil, Jiří. 2008. „Recent Sociolinguistic Research in the Czech Republic.“ In Jazyk a jazykoveda v pohybe, ed. Sibyla Mislovičová, 51–54. Bratislava: Veda.
- Nekvapil, Jiří a Tamah Sherman, eds. 2009. Language Management in Contact Situations: Perspectives from Three Continents. Frankfurt am Main: Peter Lang.
- Petr, Jan. 1984. „Český překlad sovětské práce o sociolingvistice.“ Naše řeč 67 (1): 51–55.
- Petrusek, M. (red.). 1996. Velký sociologický slovník. Praha: Karolinum, heslo Sociolingvistika
- Wilson, James. 2009. Moravians in Prague: A Sociolinguistic Study of Dialect in the Czech Republic. Frankfurt am Main: Peter Lang.
- Petráčová, Věra et al. 2001. Akademický slovník cizích slov. Praha: Academia.
- Sgall, Petr a Jiří Hronek. 1992. Čeština bez příkras.  Jinočany: H&H.
- Sociologický ústav Akademie věd ČR. 2002. Sociolingvistika a sociologie jazyka. Sociologický časopis / Czech Sociological Review 38 (4). Praha: Sociologický ústav AV ČR.
- Švejcer, Alexandr Davidovič a Leonid B. Nikolskij. 1983. Úvod do sociolingvistiky. Praha: Nakladatelství Svoboda.
- International Journal of the Sociology of Language
- Sociolinguistica: International Yearbook of European Sociolinguistics
- Working Papers in Sociolinguistics

### Odborné články
- Nekvapil, J.: Sociolingvistika v systému encyklopedických hesel. Češtinář, 2000–2001, roč. 11, č. 1, str. 15–24.
- Nekvapil, J. (red.): Sociolingvistika a sociologie jazyka, monotematické číslo Sociologického časopisu / Czech Sociological Review, 2002, roč. 38, č. 4.